# Liste achaiischer Stadtgründungen
Eine Liste der im Zuge der Griechischen Kolonisation erfolgten Stadtgründungen achaiischer Mutterstädte (Nafpaktos, Rhypes, Patrai) vor den Perserkriegen. Die Städte sind mit ihren ursprünglichen – griechischen – Namen gelistet.

## Westliches Mittelmeer
- Hipponion
- Kaulonia
- Kroton
- Laos
- Lokroi
- Medma
- Metapontion
- Poseidonia
- Petelia
- Sybaris
- Skylletion
- Temesa
- Terina

## Östliches Mittelmeer
- Kerynia, Zypern
- Kourion, Zypern
- Lapithos, Zypern
- Marion, Zypern
- Paphos, Zypern
- Salamis, Zypern, eigentlich eine phönizische Gründung
- Soli, Zypern, eigentlich eine phönizische Gründung